# A.out
a.out (od ang. assembler output) – format plików wykonywalnych używany szczególnie w Uniksie i innych uniksopodobnych systemach operacyjnych jako format plików wykonywalnych, plików obiektowych oraz bibliotek dzielonych.
Format a.out pojawił się w pierwszej wersji systemu Unix działającej na komputerach PDP-7.

## Wypieranie przez ELF
Format a.out został zastąpiony formatem COFF od wydania System V Release 3, który z kolei zastąpiono w wydaniu System V Release 4 formatem ELF.
W GNU/Linuksie formatu a.out używano jako domyślnego formatu plików wykonywalnych i biliotek do wydania jądra w wersji 1.2 i biblioteki libc5. Od tamtego czasu domyślnie używa się formatu ELF. FreeBSD przeszło z a.out na ELF przy wersji 3.0; NetBSD przy wersji 1.5.

## Odmiany
Istnieje kilka odmian formatu a.out: OMAGIC, NMAGIC, ZMAGIC oraz QMAGIC:
- OMAGIC – ma ciągłe segmenty po nagłówku, bez żadnej separacji tekstu i danych.
- NMAGIC – jest podobny do OMAGIC, jednak w nim segment danych jest ładowany na następnej stronie po zakończeniu segmentu tekstu; segment tekstu jest tylko do odczytu.
- ZMAGIC – dodał wsparcie na stronicowanie na żądanie.
- QMAGIC – pozwala nagłówkowi na bycie złączonym z pierwszą stroną segmentu tekstu, zazwyczaj oszczędzając jedną stronę pamięci. Pliki wykonywalne QMAGIC z reguły są ładowane jedną stronę przed końcem wirtualnej przestrzeni adresowej, żeby umożliwić wychwycenie dereferencji wskaźnika zerowego poprzez błąd segmentacji.

## a.out jako nazwa pliku
a.out jest tradycyjną nazwą pliku,  generowanego przez kompilatory (a dokładniej: linkery). Nazwa pliku („a.out”) obecnie nie ma związku z jego formatem (np. ELF). Domyślną nazwę można zmienić stosując, właściwy dla danego kompilatora, przełącznik. Przykładowo, w kompilatorach  gcc/g++ jest to -o <nazwa pliku> :
gcc -Wall hello.cpp -o hello
(powstanie plik wykonywalny, o nazwie „hello”).